# 巴尔比 (萨瓦省)
巴尔比（法語：Barby，法語發音：[baʁbi]）是法国萨瓦省的一个市镇，属于尚贝里区。

## 地理
巴尔比（45°34'18"N, 5°58'42"E）面积2.48 平方千米，位于法国奥弗涅-罗讷-阿尔卑斯大区萨瓦省，该省份为法国东部省份，历史上为薩伏依的一部分，北起上萨瓦省，西接伊泽尔省和安省，南部和东部与上阿尔卑斯省和意大利接壤。
与巴尔比接壤的市镇（或旧市镇、城区）包括：沙勒莱索、屈列讷、拉拉瓦尔、圣阿尔邦莱斯、圣让达尔韦。

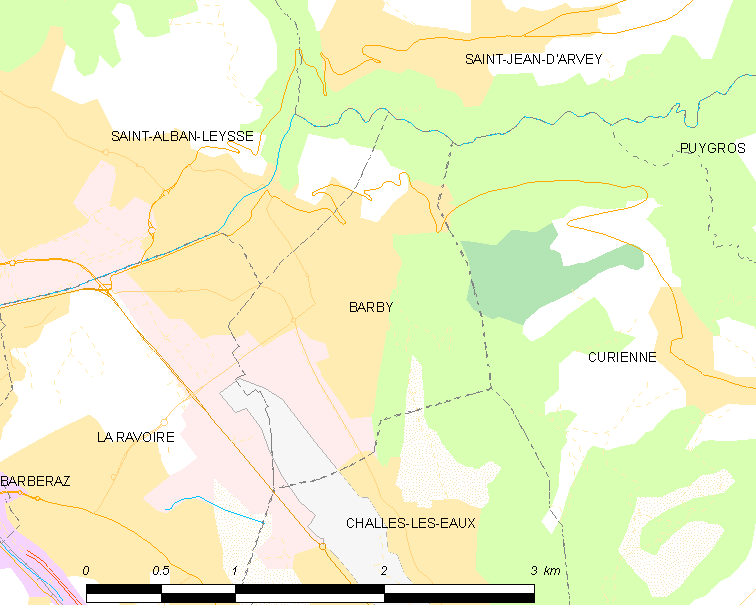
的OSM定位图

巴尔比的时区为UTC+01:00、UTC+02:00（夏令时）。

## 行政
巴尔比的邮政编码为73230，INSEE市镇编码为73030。

## 政治
巴尔比所属的省级选区为圣阿尔邦莱斯县。

## 人口

1962-2008年间人口变化图示

巴尔比于2022年1月1日时的人口数量为3545人。